# ダヴル

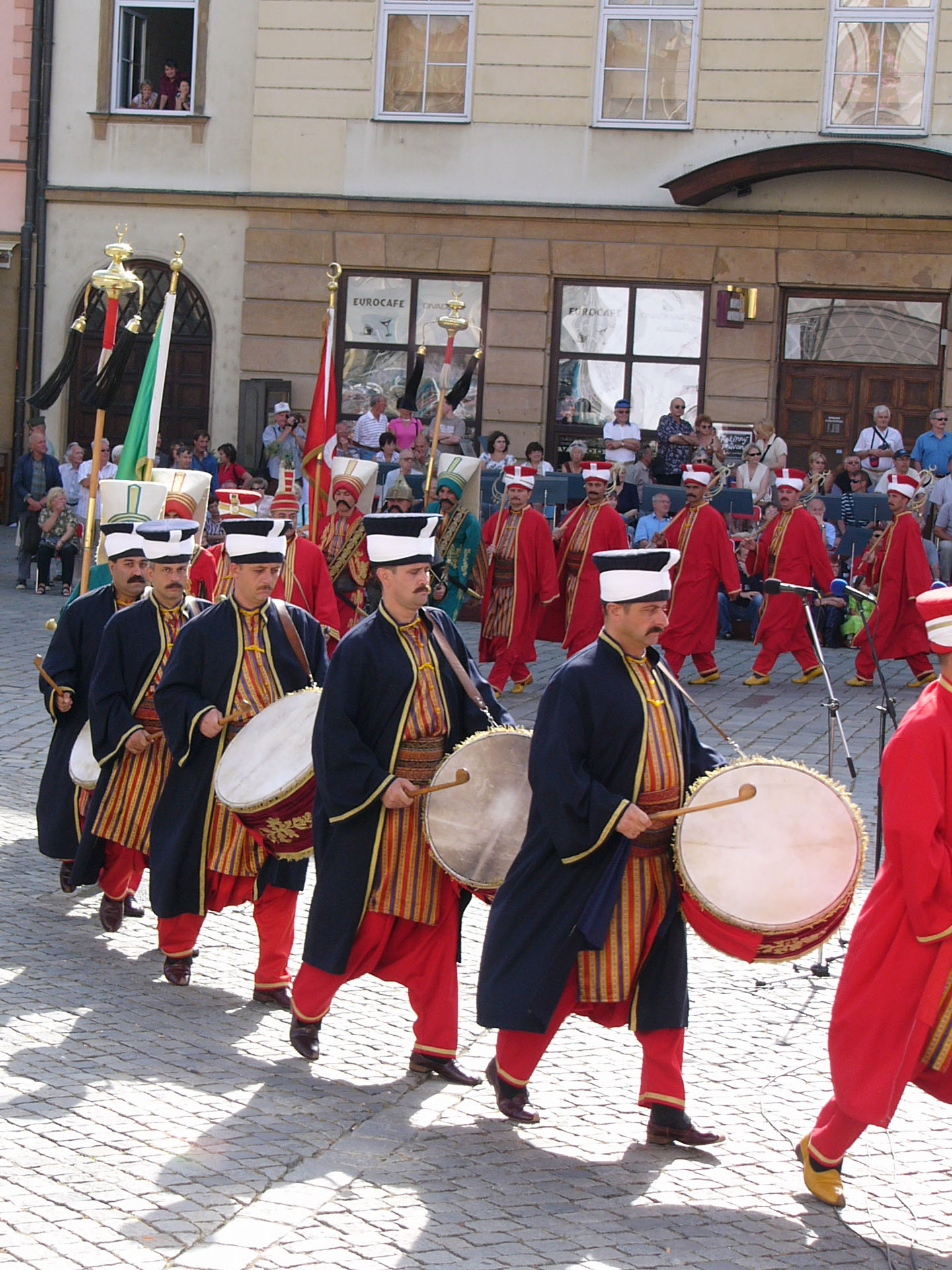
ダヴルを演奏するトルコの軍楽隊

ダヴル (davul、ダウルとも) は大型の両面の太鼓で、ばちで叩いて演奏する。この種の太鼓はイラン、トルコ、アルバニア、ルーマニア、ブルガリア、ギリシャ、セルビア、マケドニア、イラク、アルメニアなどのヨーロッパ・中近東の国々の民俗音楽で広く用いられており、国や地域によってそれぞれ違う名前で呼ばれている。その構造と、異なるヘッド（膜）と異なるばちを使う奏法により、深いバスドラムの音と鋭い高い音をと、1つの太鼓で異なる音を生み出す。2つのばちは菜箸のような細いばち (ブルガリア語: pracka、トルコ語: çubuk、ギリシア語: daouloverga (daouli switch)) と、棍棒のような太いばち (トルコ語: Tokmak、ブルガリア語: kukuda 又は ukanj、ギリシア語: daouloxylo (daouli stick)) を用いる。

## 名称
ダヴルは国や地域に応じて、以下の様に様々な名前で呼ばれる。
- tupan (ゴーラ語: Tupan)
- ダヴル (davul) (トルコ語: davul) 　tuğ、tavul、kuvrüg、tuvıl、tabl とも呼ばれる。奏者は、tablzen、davulzen、davulcu と呼ばれている[2]。
- davil (タミル語: davil)
- daul, tǎpan, tupan (ブルガリア語: тъпан, тупан)
- タパン (tapan), goč (goch)(セルビア語: тапан, гоч)
- タパン (tapan) (マケドニア語: тапан)
- トバ (tobă/dobă) (ルーマニア語: tobă)
- tabl (アラビア語: tabl or tabl baladi)
- atabal (スペイン語: atabal)(アラビア語 al-tabl:太鼓) の転化[3][4]
- tof (ヘブライ語: tof תוף)
- ダウリ (daouli) (ギリシア語: νταούλι) , 「太鼓」を意味する言葉。
- lodra, tupana, daulle (アルバニア語: lodra)
- ダホル（英語版） (ペルシア語: دهل duhul/dohol) ，ダンマーム（ペルシア語版） (ペルシア語: ساز dammam )
- doli (グルジア語:   დოლი  doli)
- ドール (dhol) (アルメニア語: դհոլ dhol)
- dawola/davola (シリア語 (マクロランゲージ): ܛܲܒܼܠܵܐ)
- dahol (クルド語: dahol)

ギリシャ語では、上記の daouli の他、Davouli、Argano、Toskani、Tsokani、Toubi、Toubaki、Kiossi、Tavouli、Pavouli、Toubano、Toubaneli とも呼ばれている。また、地域によっては、古代ギリシャ語の tympano に由来する toumpano、tymbano、toumbi との呼称もある。なお、tympano はオーケストラで用いられるティンパニや、鼓膜 (英語: tympanic membrane) の語源でもある。

## 伝統的な利用
ダヴルは、最古の楽器の一つであり、アナトリアの様々な文明を経て、ヨーロッパ・中近東のコミュニティへと広がっている。
バルカン半島南部において、タパン (tapan) で奏でるリズムは複雑で、数多くの伝統的な拍子の上で多くのアクセントがある。マケドニアでは、タパンは、ズルナやガイダなどの他の楽器に付随して最も頻繁に使用され、ブルガリアでは通常、ガイダとガドゥルカと共に演奏される。一方で、アルバニア、ブルガリア、マケドニアの民俗舞踊や民謡の中で、単独でも演奏されている。婚礼や、家庭や村における守護聖人の祝祭日といったブルガリアの村のお祭りでは、何世紀にもわたり、タパンはかけがえのないものであり続けている。
ルーマニアやモルドバでは、トバ (tobă/dobă) で時折踊りを伴奏する。モルダヴィア地域、マラムレシュ、ビホル県では、小さなシンバルを上に取り付けた派生種もあるが通常は1つのヘッドを木製の槌で叩き、もう一方の細い棒で、胴の縁やシンバルを打つ。
トルコやアルメニアでダヴルは最も一般的にはズルナと演奏され、他の楽器 (メイダン・サズなど) やアンサンブルでも演奏される。伝統的に軍事的な通信や告知などの連絡の用途でも用いられ、メフテルやイェニチェリの音楽でも用いられてきた。
イラクやレバント地域では、主にアッシリア人の間で民俗舞踊や民俗音楽に使われており、ここでも最もよく組み合わされる楽器はズルナである。
アルメニアのドール (dhol) は他の地域のものに比べてヘッドの口径が小さく、素手で演奏されるが、木製のスプーン型のばちも使用される。ドールの音はアルメニアの民俗音楽でしばしば耳にする。民俗音楽だけでなく、現代音楽においても使用され、多くの有名な曲にソロの演奏パートを持つ。

## 構造

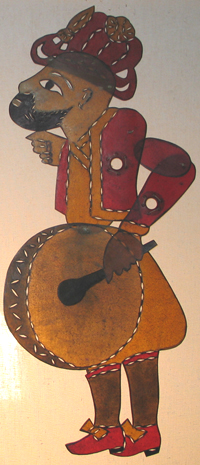
影絵 (カラギョズ) に描かれたダヴル

太鼓の胴部分 (ドラムシェル)(トルコ語: kasnak) は、クルミや栗といった硬質の木材でできているが、地域に応じた様々な木材 (オークなど) が使用されている。ドラムシェルを作るためには、材料の木材を煮沸して曲げて加工し、円筒形に締める。ヘッドは、通常ヤギの皮を木枠で円形に張られる。高い音には山羊の皮で、もう一方のヘッドには羊皮、牛皮、またはロバの皮で低い音を出すようにすることもある。また、オオカミの皮や犬の皮を好む奏者もいる。皮は時間の経過と共に乾燥するので、割れ防止にゴマ油やオリーブオイルが塗られる。ドラムの張りを調整する張力を生み出すロープは、ドラムのシェルを横切ってジグザグにヘッドからヘッドへとねじ込まれて、ヘッドをドラム上に保持する。時には金属製のリングや革製のストラップで隣り合うロープの合間を調整して、更に音色の調整ができるようにしているものもある。メインのロープには2つのリングをつけて、ドラムを保持するためのベルトをかけることもある。旧ユーゴスラビア地域やブルガリアでは、2種類のサイズのタパンがある。直径約50-55センチメートルのゴレム (ブルガリア語: голем) と、直径約30-35センチメートルの少し小ぶりのものでマル (ブルガリア語: мал) 或いはタパンチェ (マケドニア語: тапанче) と呼ばれるものがある。トルコのダヴル (davul) は直径60-90センチメートルで、牛の皮をベースのドラムヘッド側に、ヤギの皮を高音側に使用する。
ギリシャのダウリ (daouli) は、直径約50-55センチメートルのツゥビ (ギリシア語: τουμπί) とも呼ばれるものから、直径約90-120センチメートルのサイズまであり、一般的には直径50-80センチメートルである。

## 奏法
奏者はロープをドラムにかけたものでドラムを横手に抱えて、1つのヘッドは左手で、もう片方には右手で叩く。地元のスタイルや伝統によって異なる場合もあるが、通常は各ドラムヘッドはそれぞれの手で独占的に演奏する。演奏には通常2種類のばちを使用する。厚い皮のドラム面を利き手を使って棍棒のような太いばち (トルコ語: Tokmak または çomak、meççik、metçik、çomaka、ブルガリア語: kukuda 又は ukanj、ギリシア語: daouloxylo (daouli stick)) でアクセントのあるビートを演奏する。このばちは約40-50センチメートルの長さの棒状の木で、クルミの木で作られていることが多い。このばちの厚みとドラムヘッドの皮の厚さがアクセントのある低音の大きな音のビートを生み出す。ドラムの基本的な低音を強調するために布をかけて音を抑えることもある。弱拍は利き手と反対の手で細い棒 (ブルガリア語: pracka、トルコ語: çubuk 又は orçırpı、zipzibi、ギリシア語: daouloverga (daouli switch)) を使用して、薄い皮の側の面を叩く。この細い棒をクロスグリップで持つことも多く、奏者は手首を軽くひねって素早く叩くことができる。この細い棒は、柳やセイヨウサンシュユ等の柔らかい木で作られる。
バルカン地域のタパンの学校では、(伴奏なしで) メロディの演奏も想定しており、利き手でない方の手で意図を表現するために使用され、利き手側で、メロディの特定の瞬間を強調する。オーストラリアのドラマー Chris Mitrevski は、非利き手で演奏する複数のアクセント付きの音を生かして、ハイブリッドなスタイルの演奏を始めた。演奏は難しいが、非常に複雑なポリリズムが得られ、利き手ではダウンビートを強調している。